# Body and Soul
Body and Soul är en sång skriven 1930 av Johnny Green och med text av Frank Eyton, Edward Heyman och Robert Sour. Den introducerades i revyn Three's a Crowd av Libby Holman och användes som huvudtema i filmen (1947) med samma namn som sången.
Sången skrevs som ett beställningsuppdrag för den på sin tid ytterst populära engelska sångerskan Gertrude Lawrence.
GL tog med sig sången till London, där den omedelbart blev en succé hos de många dansorkestrar som spelade på London-hotellen vid den tiden.
Den stora succén i London medförde att sången återexporterades till New York och Broadway.
Texten tillskrivs tre textförfattare. Ett problem är dock att det finns två olika textversioner (samt ett stort antal småvariationer). Om alla tre textförfattarna verkligen samverkade i de bägge huvudversionerna är tveksamt.
Låten har blivit en jazzstandard med hundratals versioner framförda och inspelade av dussintals artister. Den mest kända av dessa är inspelningen med Coleman Hawkins and His Orchestra från den 11 oktober 1939. Hawkins saxofonsolo på inspelningen anses vara ett av jazzhistoriens finaste exempel på rent, spontant och kreativt artisteri.(källa behövs)